# 文凱玲
文凱玲（英語：Connie Man Hoi Ling，1982年12月19日—），現為香港無綫電視非合約藝人及星王朝旗下藝人。曾參選2010年度香港小姐競選，最終落選，該屆冠亞季軍為陳庭欣、張秀文、莊思明。入行前曾任職機艙服務員，曾參演香港電影，多以演配角出場，2012年於網上開設商店，售賣韓風女裝及飾物。

## 入行經過
文凱玲於香港北區長大，早年曾就讀於東華三院港九電器商聯會小學下午校，後畢業於東華三院甲寅年總理中學。之後，2001年入讀香港大學心理學系。她於2004年畢業後任職機艙服務員。
在參選2010年香港小姐選舉時入圍八強，同屆冠、亞、季軍分別為陳庭欣、張秀文及莊思明，落選後的文凱玲憑33D上圍及42吋長腿，獲李蘊經理人賞識並簽約為旗下藝人，先後參演多部電影，包括《喜愛夜蒲2》、《黑色喜劇》、《鴨王2》及《喜愛夜蒲3》等。及後，更與王晶合作，在他所執導或監制的電影如《唐伯虎衝上雲霄》及《賭城風雲II》中擔任重要角色，她亦大讚老闆王晶「有眼光」。
2017年為首次接拍電視劇《賭城群英會》，與前輩謝賢、陳百祥及佘詩曼等人合作；文凱玲於2020年5月曾離開無綫電視，2022年再度回巢TVB。
文凱玲於2022年重返無綫電視，她現時仍有TVB非合約：為首次接拍無綫的電視劇《一舞傾城》及《狀王之王》等。

## 感情生活
文凱玲於2024年3月跟關姓圈外男友Jason結婚。2024年6月6日誕下女兒。

## 電影
- 2012年 喜愛夜蒲2
- 2012年 我老婆唔夠秤II：我老公唔生性
- 2013年 2013我愛HK恭囍發財
- 2013年 溝女不離三兄弟
- 2014年 黑色喜劇
- 2014年 唐伯虎衝上雲霄 飾 秋香
- 2015年 喜愛夜蒲3
- 2015年 賭城風雲II
- 2016年 IGirl 夢情人
- 2016年 鴨王2
- 2019年 追龍II：賊王
- 2020年 孫悟空大戰盤絲洞（網絡電影）

## 電視劇
| 首播     | 劇名                        | 角色            |
| 無綫電視 |                             |                 |
| 2017年   | 賭城群英會                  | 黃小南          |
| 2018年   | 冒险王卫斯理 (單元：支離人) | 羅剎            |
| 2019年   | 荷里活有個大老千                  | 陳明珠          |
| 2021年   | 大步走                      | Jacqueline      |
| 2023年   | 一舞傾城                    | 余巧巧（Money） |
| 2024年   | 状王之王                    | 葉三娘          |
| 無限延期 | 哪吒與楊戩                  | 鄧嬋玉          |
| ViuTV    |                             |                 |
| 2020年   | 暖男爸爸                    | Ling            |

## 綜藝節目
- 2017年：最緊要好好玩 消暑版

## 外部連結
- 文凱玲的Instagram帳戶
- 文凱玲的新浪微博
- 文凱玲在香港影庫上的簡介